# Fireside Bowl

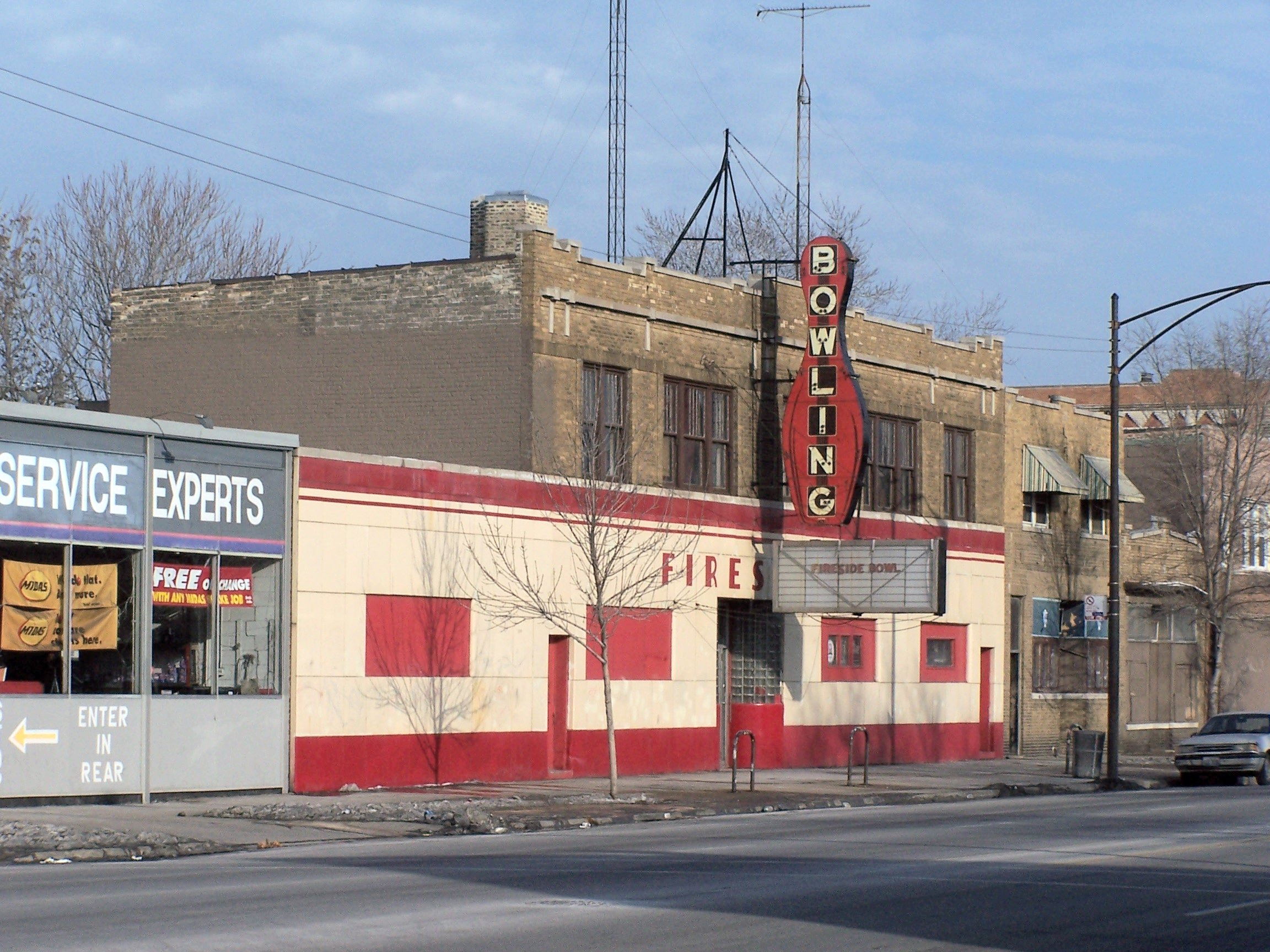
Fireside Bowl

Fireside Bowl (oder  Fireside) ist eine sogenannte Bowling Alley und Music Venue, die um 1940 etabliert wurde. Seinen Sitz hat das Fireside in 2648 W Fullerton Ave in Chicago, Illinois.

## Geschichte
Das Gebäude war eine Eisfabrik in den Anfangstagen. Im Sommer 1941 renoviert der Besitzer Hank Sophie den Laden und machte daraus ein Lokal mit Bowlingbahnen, damit traf er genau den Geschmack der Bowling-Welle und deren dazugehörigen Hype, welcher sich Mitte des 20. Jahrhunderts in den USA ausbreitete. In den Jahren danach wurde das Gebäude immer wieder aufgewertet und erhielt nach und nach mehr Bahnen und gastronomische Angebote.

## Music Venue
Mit der Zeit wurde das Bowling eine Nebensache im Fireside. Stattdessen hielt die Musikszene Einzug in das Lokal. Mehr und mehr Shows wurden abgehalten bis um 1999, als die Stadt Chicago verlangte den nebenan liegenden Haas-Park zu erweitern. Trotz aller Widrigkeiten und Probleme mit der Stadtverwaltung fanden weiter Musikveranstaltungen statt und das Fireside wurde nicht geschlossen. Im Jahre 2003 ließ die Stadt Chicago die Enteignung fallen. Seither versucht das Fireside zurück zu seinen Wurzeln des Bowlings zu kommen und sich in dem Bereich in der Stadt zu etablieren.

## Zurück zum Bowling
Im Sommer 2004 fanden erneut Renovierungen statt, neues Equipment wurde zugelegt und die Bahnen wurden aufgewertet. Seit 2010 werden im Fireside wieder Live Musik Events abgehalten.

## In der Kultur
Verschiedene Bands, die heute teilweise weltbekannt sind, hatten ihre Anfänge im Fireside. Eine davon ist Rise Against. Nicht nur in der Musikszene, sondern auch in der Fernseh- sowie Filmkultur fand sich das Fireside wieder.